# Saint-Cézert
Saint-Cézert là một xã ở tỉnh Haute-Garonne vùng Occitanie tây nam nước Pháp. Xã Saint-Cézert nằm ở khu vực có độ cao trung bình 160 mét trên mực nước biển.

## Di tích

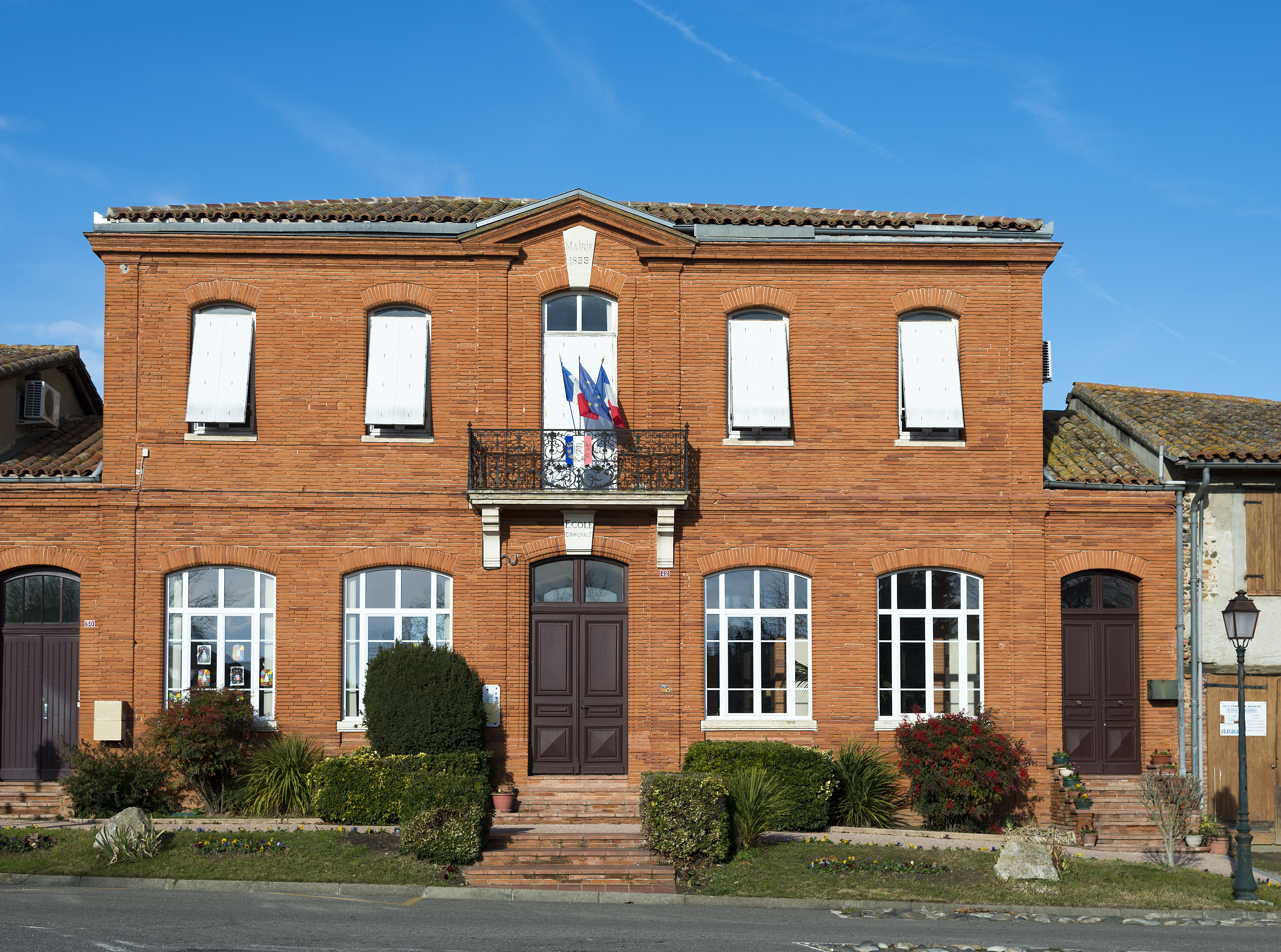
Tòa thị chính.
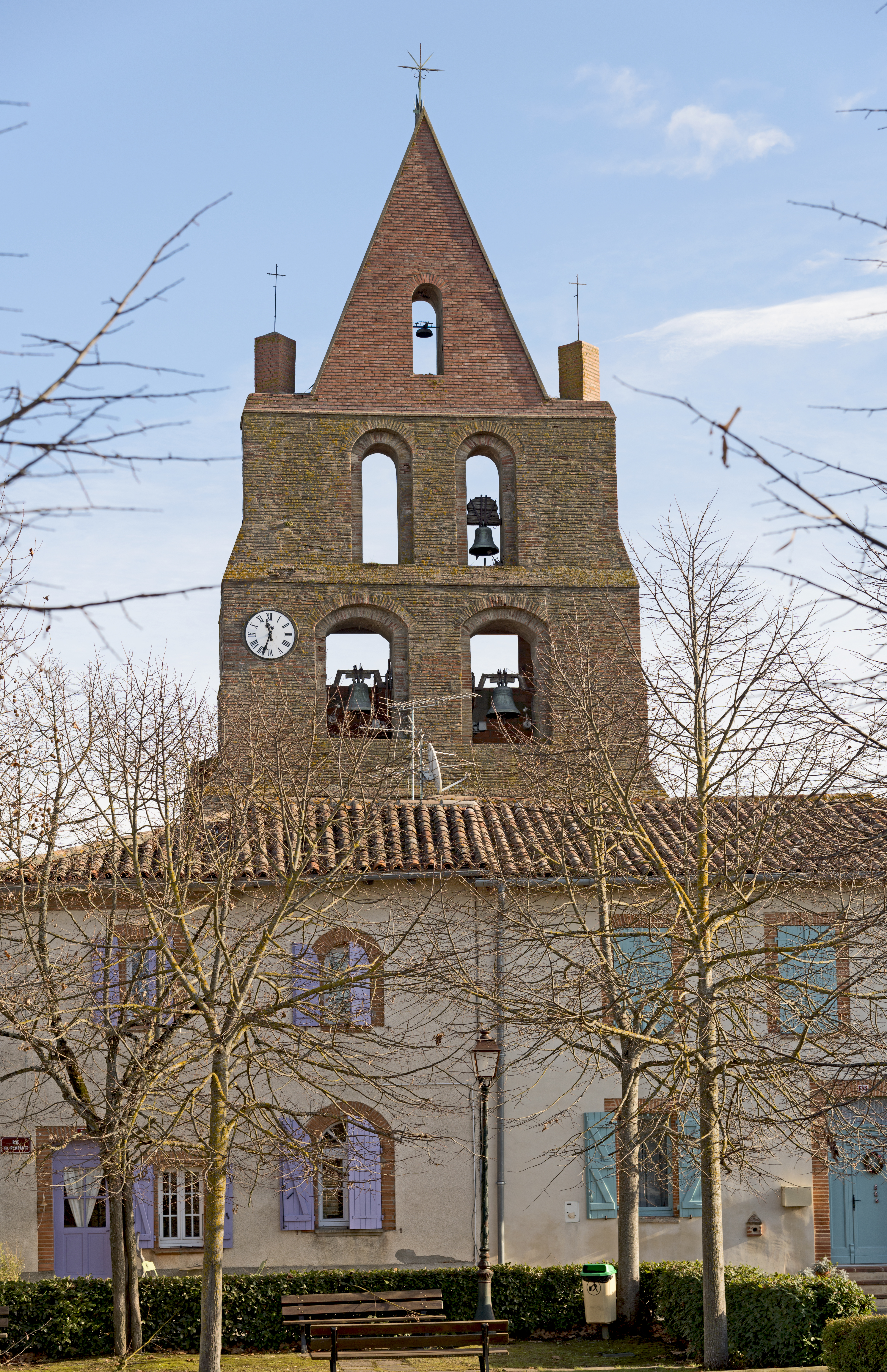
Nhà thờ.